# More Specials
More Specials é o segundo álbum de estúdio da banda britânica de ska The Specials, lançado em 1980. 
Nesse trabalho, a banda adota um som totalmente diferente do primeiro disco, por isso, não foi muito bem aceito pelo público e crítica. Porém, incorporou elementos novos para a época, como a música lounge, bem como outras influências.

## Faixas
1. "Enjoy Yourself"
2. "Rat Race"
3. "Man at C & A"
4. "Hey, Little Rich Girl"
5. "Do Nothing"
6. "Pearl's Cafe"
7. "Sock It to 'Em J.B."
8. "Stereotype/Stereotypes, Pt. 2"
9. "Holiday Fortnight"
10. "I Can't Stand It"
11. "International Jet Set"
12. "Enjoy Yourself" (Reprise)